# 형사록
《형사록》(영어: Shadow Detective)은 디즈니+에서 2022년 10월 26일부터 방영된 대한민국의 범죄, 수사, 스릴러 드라마이다.

## 제작진

### 연출
- 한동화

### 각본
- 임창세

## 주요 인물
- 이성민 : 김택록 역 - 경위, 금오경찰서 강력계 2팀→ 금오경찰서 여성청소년계
- 진구 : 국진한 역 (젊은 시절 : 김민철) - 경정, 금오경찰서 수사과장
- 경수진 : 이성아 역 - 경사, 금오경찰서 강력계 2팀 → 강력계 1팀
- 이학주 : 손경찬 역 - 순경, 금오경찰서 강력계 2팀 → 강력계 1팀
- 정진영 : 최도형 역 - 범죄피해자 및 퇴직경찰 지원재단 이사장, 서울 기수대 시절 김택록 前 동료, 금정회 수장
- 김신록 : 연주현 역 (아역 : 배하람) - 경정, 금오경찰서 여성청소년계 팀장

## 그 외 인물

### 시즌 1 & 2
- 김홍파 : 서광수 역 - 금오경찰서 前 서장
- 김민재 : 한기용 역 - 금오경찰서 강력계 1팀 팀장
- 고규필 : 공하늘 역 - 노을 고시원 총무 → 금오경찰서 여성청소년계 신입순경
- 현봉식 : 구동범 역 - 믿음 기획 흥신소 사장, 전 경찰
- 김재범 : 양기태 역 - 노을 고시원의 새로운 총무
- 정희태 : 이정범 역 - 경찰청 청문감사실 수사관
- 최수민 : 연심 역 - 목로주점 주인
- 김태훈 : 우현석 역 - 경정, 금오경찰서 정보과장

### 시즌 1
- 유승목 : 배영두 역 - 경위, 금오경찰서 강력계 2팀 팀장
- 이윤희 : 이형배 역 - 총경, 금오경찰서 서장 대행
- 서정연 : 오혜성 역 - 김택록 주치의
- 김수진 : 신정애 역 - 택록의 전처
- 정이주 : 김지우 역 - 택록의 딸
- 구시연 : 이명희 역
- 김병철 : 최교일 역
- 윤제문 : 천기덕 역 - KD F&B 사장, 마약상 두목
- 오대환 : 마상구 역 - 마약상 행동대장 및 운반책
- 권혁범 : 안테나 역
- 박중근 : 곽상규 역 - 강력계 2팀 형사, 서광수 서장 오른팔
- 금광산 : 충복 역
- 안내상 : 장성태 역 - 장 시큐리티 회장, 재개발 브로커 일명 흑곰
- 장명갑 : 신 사장 역
- 송영창 : 안형우 역 - 금오병원 병원장
- 장성범 : 안주용 역 - 안형우 아들, 의사
- 강신구 : 주 대표 역
- 권태원 : 금오시의원 역

### 시즌 2
- 주진모 : 이영호 역 - 전 검사, 미래자유당 3선 국회의원, 영서도지사 후보
- 정해균 : 백성일 역 - 총경, 금오경찰서 후임 서장
- 최병모 : 차경필 역 - 이영호 국회의원 비서실장
- 양소민 : 함지선 역 - 경위, 금오경찰서 여성청소년계 소속
- 지승현 : 우장익 역 - 부동산업자
- 윤복성 : 우장익의 변호사 역
- 김지안 : 하나 역 - 가출팸 멤버
- 차유진 : 도윤 역 - 가출팸 멤버
- 임현성 : 용환주 역 - YD그룹 이사, 이영호 의원 외조카
- 정인기 : 원재구 역 - 영서지방검찰청장
- 조영진 : 한종석 역 - 경찰청 감사관
- 곽민석 : 강승모 역 - 영서은행장
- 우미화 : 김진선 역 - 바른국가당 의원, 영서도지사 후보
- 민무제 : 손상욱 역
- 정민성 : 황진석 역 - 김택록 기수대 시절 前 동료
- 전광진 : 연상훈 역 - 연주현의 아버지
- 문수 : 권주환 역 - 전직 경찰, 금정회 행동대장